# Prix Alain-Fournier
Pour les articles homonymes, voir Alain-Fournier et Fournier.
Le prix Alain-Fournier est un prix littéraire français décerné chaque année à une plume naissante par la ville de Saint-Amand-Montrond (Cher). Les romans concourants doivent être des premiers romans publiés, ne pas être des œuvres « régionalistes », et être écrits par des auteurs encore non primés.

## Liste des lauréats
- 1986 : Pierre Bergounioux, Ce pas et le suivant (Gallimard)
- 1987 : Jean Lods, Le Bleu des vitraux (Gallimard)
- 1988 : Richard Jorif, Le Navire Argo (François Bourin)
- 1989 : Luce Tillier, L'Ordre troublant des nénuphars (Kupczyk)
- 1990 : Philippe Delerm, Autumn (Le Rocher)
- 1991 : Anne-Marie Garat, Chambre noire (Flammarion)
- 1992 : Régine Detambel, Le Long Séjour (Julliard)
- 1993 : Amélie Nothomb, Hygiène de l'assassin (Albin Michel)
- 1994 : Alain Delbe, Les Îles jumelles (Phébus)
- 1995 : Nicolas Kieffer, Peau de lapin (Seuil)
- 1996 : Xavier Hanotte, Manière noire (Belfond)
- 1997 : Dominique Sigaud, L'Hypothèse du désert (Gallimard)
- 1998 : Laurent Ardenne, Le Mal de Malifaut (Le Temps des cerises)
- 1999 : Louis Maspero, Une île au bord du désert (L'Aube)
- 2000 : Joël Egloff, Edmond Ganglion & fils (Le Rocher)
- 2001 : Adeline Yzac, Le Dernier de la Lune (Le Rouergue)
- 2002 : Véronique Olmi, Bord de mer (Actes Sud)
- 2003 : Dominique Mainard, Leur histoire (Joëlle Losfeld)
- 2004 : Jean-Louis Serrano, Le monde m'était promis (L'Aube)
- 2005 : Karine Mazloumian, Tanguer (Plon)
- 2006 : Hélène Bonafous-Murat, Morsures (Le Passage)
- 2007 : Laurence Tardieu, Puisque rien ne dure (Stock)
- 2008 : Karima Berger, Filiations dangereuses (Chèvre-feuille étoilée)
- 2009 : Yasmine Char, La Main de Dieu (Gallimard)
- 2010 : Tatiana Arfel, L'Attente du soir (José Corti)
- 2011 : Pierre Cendors, Engeland (Finitude)
- 2012 : Yamen Manaï, La Sérénade d'Ibrahim Santos (Elyzad)
- 2013 : Gaëlle Josse, Nos vies désaccordées (Autrement)[2]
- 2014 : Gaël Brunet, La Battue (Rouergue)[3]
- 2015 : Marie-Aimée Lebreton, Cent-sept ans (Buchet-Chastel)
- 2016 : Cécile Huguenin, La Saison des mangues (Héloïse d'Ormesson)
- 2017 : Guy Boley, Fils du feu (Grasset)
- 2018 : Jean-Baptiste Andrea, Ma reine (L'Iconoclaste)
- 2019 : Bruno Pellegrino, Là-bas, août est un mois d'automne (Zoé)
- 2020 : Mélissa Da Costa, Tout le bleu du ciel (Carnets Nord)
- 2021 : Adrien Borne, Mémoire de soie (JC Lattès)
- 2022 :  Annie Lulu pour La Mer Noire dans les Grands Lacs[4] (éditions Juilliard)
- 2023 :  Mathieu Pieyre, Le Professeur d'anglais[5]  (éditions Arléa)
- 2024 : Paul Saint-Bris pour L’allègement des vernis[6]